# Klirens kreatyniny
Klirens kreatyniny – najłatwiej uzyskiwany parametr szacujący filtrację kłębuszkową. Wykorzystuje się właściwości endogennego związku kreatyniny, będącego produktem metabolizmu mięśni, który swobodnie przesącza się w kłębuszkach nerkowych, nie ulega resorpcji i praktycznie nie wydziela się w nefronie. Cała przesączona ilość trafia do moczu.
Bezpośrednio wynik uzyskuje się przez pomiar wydalonej w ciągu pewnego okresu kreatyniny (zwykle doba) i pomiar stężenia kreatyniny w surowicy według wzoru.
{\displaystyle C={\frac {Q}{P}}}
gdzie:
C – klirens kreatyniny (zwykle w ml/min, lepiej ml/(min×m²), czyli po korekcji na powierzchnię skóry pacjenta)
Q – ilość wydalonej kreatyniny w jednostce czasu policzone ze wzoru {\displaystyle Q={V\times U}} (U – stężenie kreatyniny w moczu, V – objętość moczu)
P – stężenie kreatyniny w surowicy (zwykle w mg/dl).
Jest to pomiar wiarygodny, ale uciążliwy. Zwykle w praktyce klinicznej stosuje się szacunkowe wyliczenia na podstawie stężenia kreatyniny we krwi oraz wieku, masy ciała i płci, według wzoru Cockcrofta-Gaulta.

## Wzór Cockcrofta-Gaulta[1]
{\displaystyle C_{Cr}[{\text{ml/min}}]={\frac {(140-wiek)\times mc.}{(72\times S_{Cr})}}\times W}
{\displaystyle C_{Cr}} – klirens kreatyniny
{\displaystyle S_{Cr}} – stężenie kreatyniny w mg/dl w surowicy
{\displaystyle wiek} – w latach
{\displaystyle mc.} – masa ciała w kilogramach
{\displaystyle W} – wskaźnik płci: 0,85 dla kobiet lub 1,0 dla mężczyzn.
Klirens kreatyniny przyjmuje u zdrowego człowieka wartości od 95 do 160 ml/min, to znaczy 60 ml/(min×m²) z uwzględnieniem powierzchni skóry pacjenta.
Klirens kreatyniny jest dość dobrym przybliżeniem wskaźnika filtracji kłębuszkowej, z tym jednak zastrzeżeniem, że pewna ilość kreatyniny jest aktywnie wydzielana przez nerki (kanalik dystalny), co przy niskich wartościach tego wskaźnika wyraźnie zawyża wynik. Klinicznie niewiele to jednak zmienia, gdyż są to zwykle wartości świadczące o schyłkowej niewydolności nerek. Dokładniejsze wyniki uzyskuje się na podstawie klirensu inuliny, ale jest to pomiar metodycznie dużo trudniejszy, wymagający podawania egzogennej substancji, a klinicznie różnice w uzyskiwanych wartościach nie mają znaczenia.
Na podstawie klirensu kreatyniny kwalifikuje się przewlekłą chorobę nerek. Jest też przydatny w korekcji dawek licznych leków, których wydalanie zależy od filtracji kłębuszkowej.